# Vånå

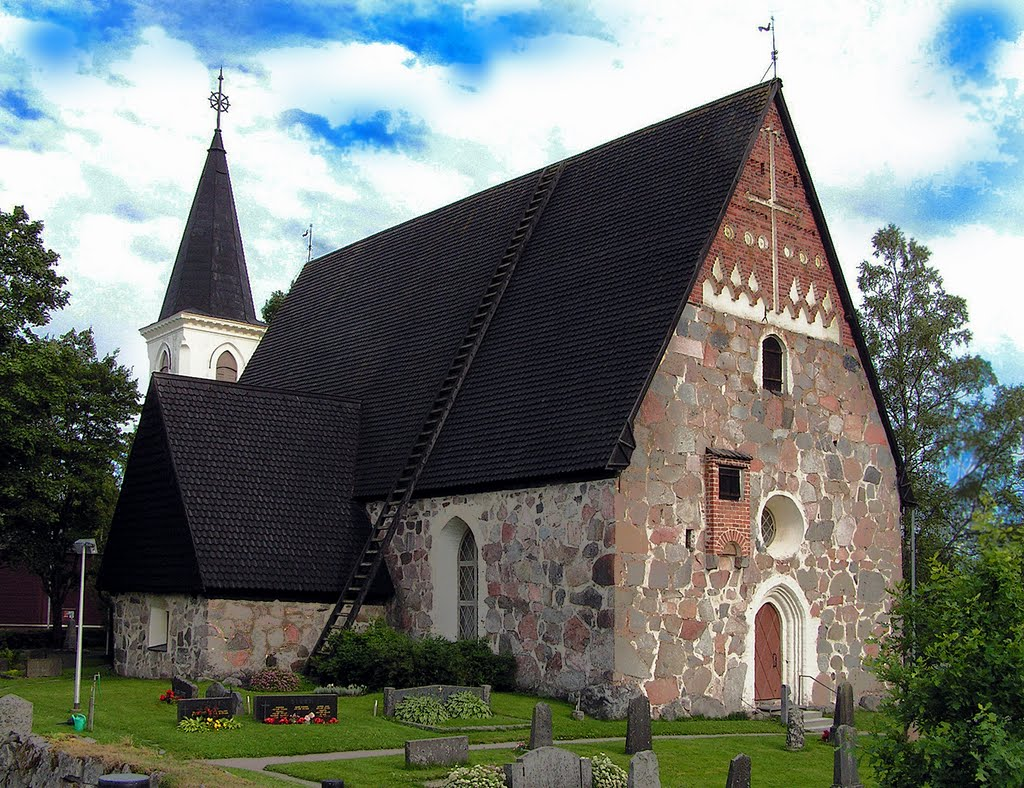
Vånå kyrka.

Vånå (finska: Vanaja) var en kommun i landskapet Egentliga Tavastland i Södra Finlands län.
Ytan (landareal) var 257,9 km² och invånarantalet 3 134 med ett befolkningstäthet av 12,2 inv/ km² (1908-12-31). Vånå var enspråkigt finskt och blev del av Tavastehus, Hattula, Janakkala och Renko 1967. Kommunens grannkommuner var Hauho, Janakkala, Lampis, Rengo och Tulois.

## Historia
Vånå kyrksocken nämns första gången år 1329 men dess ursprung torde med säkerhet kunna hänföras till mitten av 1200-talet. Janakkala avskildes från Vånå som en egen kyrksocken möjligen kring år 1400. Socknen nämns första gången år 1431. Tammela kapell kom också till i början av 1400-talet och har kanske avskilts från Vånå. Kring år 1500 bildades Rengo kapell under Vånå. Rengo nämns första gången år 1552 men stenkyrkan är medeltida.
Sockens namn har skrivit i olika form genom tiderna, så som Wanö, Wonö, Waanä, Waeno, Wane, Wonae och Wonöö samt med i sitt ursprungliga formen i medeltida brev Waanösoken, (1449), Vone soken (1472) och Waanöö sogn (1523).

### Kyrkan
Vånå stenkyrka härstammar från medeltiden. Byggnaden uppfördes 1495-1510 och består av ett långhus med sakristia i norr och vapenhus i söder, då korsramar tillkom och sakristia och vapenhus revs. Utformningen av predikstolen är unik, då den skjuter ut en aning ur murlivet i väster. Bland inventarierna märks ett stort altarskåp tillverkat i Antwerpen omkring 1520.

### Biskopsgården
Områdets kristna traditioners ålder och platsens betydelse framgår av att biskopen i Åbo stift ägde mark i området. År 1229 bekräftade påven att de 'hedniska' offerlundar och helgedomar som omvända personer frivilligt hade skänkt till kyrkan tillhörde den finska kyrkan. Dessa platser avsåg vanligtvis gamla kultplatser, offerlundar och begravningsområden. Ungefär hundra år senare visar källor att biskopen i Åbo hade en herrgård i Vånå. Ännu vid reformationen på 1500-talet hade biskopen i Åbo tre gårdar i socknen.
Herrgården fungerade som biskopens tillflyktsort under vinterns inspektionsresor. Närheten till Tavastehus slott var också betydelsefull, eftersom det utgjorde ett ekonomiskt och administrativt centrum som biskoparna kunde dra nytta av för den kyrkliga förvaltningen i Tavastland. År 1324, när biskop Bengt Gregoriusson besökte Vånå, bekräftade han bland annat ett pensionsavtal och undertecknade avtalet "in curia nostra Wanø". Det är alltså mycket troligt att en offerlund och en begravningsplats överlämnades till kyrkan i Vånå redan i början av 1200-talet. Dessutom är det troligt att de överlämnade områdena låg just i Vaanansalo, där Vånå kyrka nu ligger, och att dessa områden utgjorde biskopens herrgård som deras bas i Tavastland.

### Som en självständig kommun
Vånå kommuns öde var att existera i ungefär hundra år. Kommunalförvaltningen inrättades i Finland genom lagstiftning som utfärdades 1865. Tillväxten av Tavastehus stad och därmed befolkningens expansion till omkringliggande kommuner ledde först till införlivandet av Tavastehus landskommun (1948) och sedan Vånå (1967) i Tavastehus stads område. Tecknen på denna utveckling hade varit synliga under nästan hela kommunens existens.
Efter fortsättningskriget bosattes flyktingar från Sankt Andree i Vånå.